# Шипуново (Новосибирская область)
Шипуно́во — деревня в Сузунском районе Новосибирской области России. Административный центр Шипуновского сельсовета.

## География
Площадь деревни — 159 гектаров.

## Население
| 2002 | 2007  | 2010  |
| ---- | ----- | ----- |
| 1382 | ↗1410 | ↘1379 |

## Улицы
| - ул. Баталова, - ул. Братьев Шикалиных, - ул. Гаврилова, - ул. Заикина, - ул. Заречная, - ул. Космическая, | - ул. Куйбышева, - ул. Луговая, - ул. Набережная, - пер. Песочный, - ул. Ряшенцевой, - ул. Северная, | - пер. Советский, - ул. Солнечная, - ул. Сузунская, - ул. Целинная, - ул. Чапаева, - ул. Юбилейная. |

## Инфраструктура
В деревне по данным на 2007 год было одно учреждение здравоохранения и два учреждения образования.

## Известные уроженцы
- Гаврилов, Виктор Савельевич (1919—1980) — советский лётчик-штурмовик, полковник, Герой Советского Союза.